# Парамон (Голубка)
Епи́скоп Парамо́н (в миру Фёдор Миха́йлович Голу́бка; 26 июня 1977, село Угля, Тячевский район, Закарпатская область, УССР) — архиерей Русской православной церкви, епископ Городецкий и Ветлужский. Бывший председатель финансово-хозяйственного управления (2020—2021) и бывший наместник Троице-Сергиевой лавры (2019—2020).
Тезоименитство: 12 декабря (мученика Парамона Вифинского).

## Биография
Родился 26 июня 1977 года в селе Угля Тячевского района Закарпатской области Украины в семье служащих. В 1984 году поступил в Углянскую среднюю школу, которую окончил в 1994 году.
В 1994 году зачислен на первый курс Московской духовной семинарии. 5 декабря 1996 года ректором Московской духовной академии и семинарии епископом Верейским Евгением (Решетниковым) поставлен во чтеца. В 1997 году согласно поданному прошению принят в число братии Троице-Сергиевой лавры в качестве послушника. В этом же году по окончании Московской духовной семинарии зачислен на первый курс Московской духовной академии.
30 марта 1998 года по благословению патриарха Московского и всея Руси Алексия II архимандритом Феогностом, наместником Троице-Сергиевой лавры, пострижен в монашество с именем Парамон, в честь святого мученика Парамона Вифинского. 23 июля 1998 года епископом Орехово-Зуевским Алексием (Фроловым) в храме Ризоположения на Донской рукоположён в сан иеродиакона. 14 октября 2000 года в Покровском храме Свято-Покровского Хотькова монастыря патриархом Московским и всея Руси Алексием II рукоположён в сан иеромонаха.
В 2001 году ко дню Святой Троицы ректором Московской духовной академии и семинарии архиепископом Верейским Евгением (Решетниковым) награждён знаком священнического отличия — правом ношения набедренника. В том же году окончил Московскую духовную академию.
В декабре 2001 года по благословению патриарха Московского и всея Руси Алексия II направлен в командировку в Южно-Сахалинскую и Курильскую епархию, где с 31 декабря 2001 года по 1 июня 2010 года нёс послушание наместника Воскресенского кафедрального собора города Южно-Сахалинска. В 2002 году ко дню Святой Пасхи по благословению патриарха Московского и всея Руси Алексия II удостоен права ношения наперсного креста. В 2003 года по благословению патриарха Московского и всея Руси Алексия II к 10-летию Южно-Сахалинской и Курильской епархии епископом Южно-Сахалинским и Курильским Даниилом (Доровских) возведён в сан игумена. В 2004 году по представлению епископа Южно-Сахалинского и Курильского Даниила патриархом Московским и всея Руси Алексием II удостоен права ношения палицы и креста с украшением.
В январе 2009 года участвовал в работе Поместного собора Русской православной церкви как делегат от священства Южно-Сахалинской и Курильской епархии.
С 1 июня 2010 года по 12 апреля 2012 года нёс послушание в Троице-Сергиевой лавре (клирос, канонарх).
22 марта 2011 года решением Священного синода Русской православной церкви включён в состав созданной тогда же рабочую группу при Патриархе Московском и всея Руси по вопросам перенесения святынь. 30 мая того же года переименована в Комиссию по вопросам принесения святынь.
12 апреля 2011 года указом патриарха Московского и всея Руси Кирилла назначен штатным клириком прихода храма Рождества Пресвятой Богородицы в Капотне города Москвы.
28 ноября 2011 года распоряжением патриарха Московского и всея Руси Кирилла была образована комиссия по координации выставочной деятельности Русской православной церкви, председателем которой был назначен игумен Парамон. Итогом работы комиссии стало «Положение о выставочной деятельности Русской православной церкви», принятое в марте 2012 года решением Высшего церковного совета и утверждённое патриархом Кириллом. В документе «запечатлён самый лучший опыт Церкви за прошедшие два десятилетия в проведении таких мероприятий, а также указан вектор их развития. Определены понятия „православная выставка“, „православная выставка-форум“, „православная выставка-ярмарка“, „православная ярмарка“».
24 февраля 2012 года указом патриарха Московского и всея Руси Кирилла назначен штатным священником храма святых апостолов Петра и Павла в Лефортове.
26 июня 2012 года решением Священного синода Русской православной церкви назначен наместником московского Донского монастыря.

### Архиерейство
22 октября 2015 года решением Священного синода игумен Парамон избран епископом Бронницким, викарием патриарха Московского и всея Руси.
27 октября того же года в храме святого Александра Невского Донского монастыря Москвы митрополитом Санкт-Петербургским и Ладожским Варсонофием (Судаковым) игумен Парамон был возведён в сан архимандрита.
3 ноября 2015 года распоряжением патриарха Кирилла назначен управляющим Северным и Северо-западным викариатствами города Москвы.
5 ноября 2015 года в крестовом храме Владимирской иконы Божией Матери Патриаршей резиденции в Чистом переулке города Москвы наречён во епископа Бронницкого.
2 декабря в кафедральном соборе города Москвы — в храме Христа Спасителя состоялась хиротония архимандрита Парамона во епископа Бронницкого, которую совершили патриарх Кирилл, митрополит Санкт-Петербургский и Ладожский Варсонофий (Судаков), митрополит Истринский Арсений (Епифанов), митрополит Архангельский и Холмогорский Даниил (Доровских), митрополит Барнаульский и Алтайский Сергий (Иванников), митрополит Смоленский и Рославльский Исидор (Тупикин), архиепископ Сергиево-Посадский Феогност (Гузиков), епископ Гурий (Шалимов), епископ Серафим (Зализницкий), епископ Дмитровский Феофилакт (Моисеев), епископ Солнечногорский Сергий (Чашин), епископ Иероним (Чернышов), епископ Орехово-Зуевский Пантелеимон (Шатов), епископ Воскресенский Савва (Михеев), епископ Бердянский и Приморский Ефрем (Просянок); епископ Егорьевский Тихон (Шевкунов), епископ Богородский Антоний (Севрюк).
26 февраля 2019 года решением Священного синода Русской православной церкви назначен наместником Свято-Троицкой Сергиевой лавры с титулом «Сергиево-Посадский» с освобождением от должности наместника Донского ставропигиального мужского монастыря Москвы, с выражением благодарности за понесённые труды.
28 февраля 2019 года распоряжением патриарха Кирилла освобождён от управления Северным и Северо-западным викариатствами города Москвы. 12 марта 2019 года ему было возвращено управление Северным викариатством города Москвы.
19 июля 2019 года резолюцией патриарха Кирилла освобождён от должности председателя комиссии по координации выставочной деятельности Русской православной церкви.
В конце марта 2020 года, после того как в связи с распространением COVID-19 Священный синод Русской православной церкви принял решение о введении жёстких мер по профилактике инфекции в храмах, в монастыре состоялось общее собрание, на котором было решено не следовать синодальным указам. Двери обители на Пасху были открыты, причастие совершалось из общей посуды без специальной обработки, и всё это объяснялось «глубокой духовной потребностью». В результате уже к началу Страстной недели в монастыре были инфицированные, а к середине мая — 10 смертей. В числе заболевших был и епископ Парамон.
25 августа 2020 года решением Священного синода освобождён от должности наместника Свято-Троицкой Сергиевой лавры с сохранением за ним обязанностей викария патриарха Московского и всея Руси с титулом «Наро-Фоминский» и назначен председателем финансово-хозяйственного управления Московского патриархата.
24 августа 2023 года решением Священного Синода РПЦ назначен правящим архиереем Городецкой епархии. 27 августа 2023 года в Феодоровском мужском монастыре в Городце глава Нижегородской митрополии митрополит Георгий (Данилов) представил духовенству и прихожанам епископа Парамона.
27 декабря 2023 года утверждён священноархимандритом Городецкого мужского Феодоровского мужского монастыря города Городца Нижегородской области.

## Награды
Церковные
- 2001 — набедренник
- 2002 — наперсный крест
- 2004 — палица и крест с украшением

## Семья
Старший брат — епископ Симеон (в миру Степан Михайлович Голубка), архиерей Украинской православной церкви (Московского патриархата), епископ Угольский, викарий Хустской епархии.
Родная сестра — инокиня Серафима (Анна Михайловна Голубка), казначей Курганской епархии Русской православной церкви.